# Cynoglossum baeticum
Cynoglossum baeticum là loài thực vật có hoa trong họ Mồ hôi. Loài này được Sutorý mô tả khoa học đầu tiên năm 2006.